# Ixora davisii
Espèce
Synonymes
Selon Tropicos (29 avril 2024)
- Cephaelis patabaea Steud.
- Cephaelis sessiliflora Willd.
- Ixora mazarunensis Standl.
- Patabea coccinea Aubl.
- Uragoga coccinea (Aubl.) Kuntze

Selon GBIF (29 avril 2024)
- Cephaelis patabaea (Aubl.) Steud.
- Cephaelis sessiliflora Willd.
- Ixora mazarunensis Standl.
- Patabea coccinea Aubl.
- Uragoga coccinea (Aubl.) Kuntze

Ixora davisii est une espèce néotropicale d'arbuste, appartenant à la famille des Rubiaceae.

## Description
En 1953, Lemée en propose la description suivante de Ixora davisii :

« Grand arbrisseau, ou petit arbre à petits rameaux glabres ; feuilles de 0,09-0,19 sur 0,05-0,08, elliptiques ou ovales-oblongues acuminées, à base obtuse ou en coin, coriaces, glabres, côte saillante en dessous, environ 10 paires de nervures latérales, réticulation très obscure, gaine stipulaire de 2-3 mm., aristée, glabre en dehors ; inflorescences terminales thyrsoïdes sessiles denses, bractées et bractéoles embrassant les calices, et persistantes ; fleurs sessiles, calice campanulé pubérulent en dehors, pubescent en dedans, à segments courts deltoïdes, corolle pubérulente en dehors, à tube de 9-10 mm. rouge et lobes de 6-7 mm. blancs en dedans, tordus, deltoïdes-lancéolés aigus, anthères sessiles oblongues, style et stigmate glabres ; fruit de 9 mm., subglobuleux pubérulent au sommet, entouré des bractées et bractéoles et surmonté du calice. - (Aublet). »

— Albert Lemée, 1953.

## Taxonomie
La taxonomie de Ixora davisii a été abordée.

## Répartition
La répartition de Ixora davisii est restreinte au plateau des Guyanes.

## Usages
Ixora davisii est largement méconnu.

## Protologue

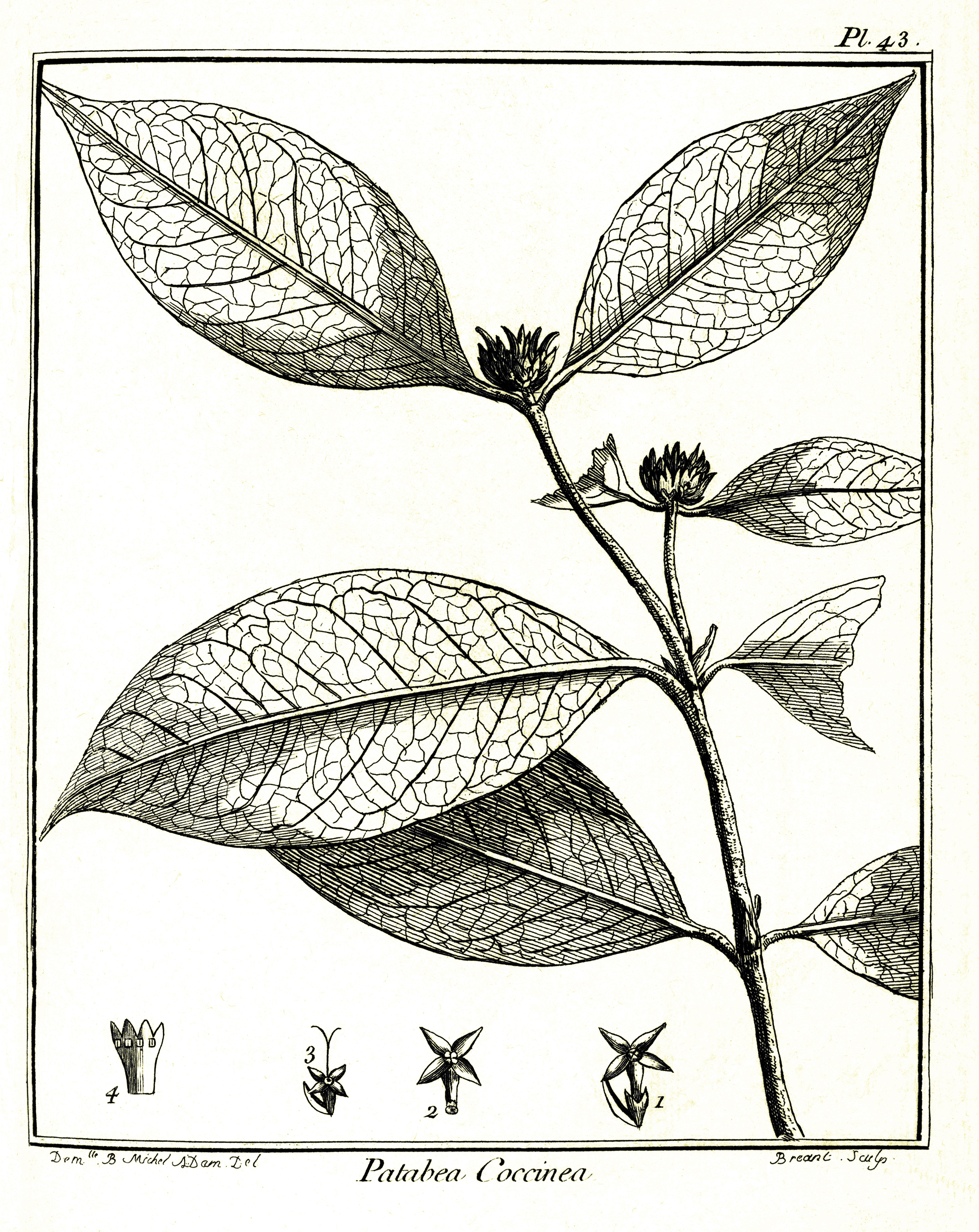
Ixora davisii par Aublet (1775)
Planche 43 - On a un peu groffi les fleurs & leurs parties détachées. - 1 Fleur épanouie, avec une écaille au bas du calice. - 2. Corolle. - 3. Calice garni d'une écaille. Diſque. Style. Stigmates. - 4. Corolle ouverte. Étamines.

En 1775, le botaniste Aublet propose le protologue suivant sous le nom de Patabea coccinea :
« 1. PATABEA coccinea. (Tabula 43.)
Frutex, trunco quatuor aut quinque-pedali, ramos plures ad ſummitatem emittente, undiquè ſparſos ; ramuſculis nodoſis, oppoſitis. Folia oppoſita, infernè pallidè virentia, petiolata. Stipula oblonga, acuta, utrinque intra baſim petiolorum. Flores capitati, terminales ; capitulo ſquamoſo. Receptaculum paleaceum ; paleis oblongis,acutis, intrà ſingulos flores. Corolla rubra.
Florebat Junio.
Habitat in ſylvis Orapuenſibus.
LE PAGAMIER de la Guiane. (PLANCHE 44.)
Le tronc de Cet arbrisseau a quatre ou cinq pieds de hauteur, ſur cinq à ſix pouces de diamètre. Son écorce eſt rouſſâtre, gerſée. Son bois eſt rougeâtre. Il pouſſe à ſon ſommet pluſieurs branches qui fe répandent en tout ſens. Elles ſont chargées de rameaux noueux & oppoſés, garnis à chaque nœud de deux feuilles oppoſées, & difpoſées en croix. Elles ſont entières, liſſes, fermes, ovales, terminées par une longue pointe, vertes en deſſus, & plus pales en deſſous. leur pédicule eſt court, convexe en dehors, & creuſé en goutière en deffus. Entre les deux pédicules oppoſés, il y a, de chaque côté, un pédicule large & aigu. Les plus grandes feuilles ont ſix pouces de longueur, ſur deux & demi de largeur.
Les fleurs naiſſent à l'extrémité des rameaux. Elles ſont ramaſſées en une tête écailleuſe, & ſéparées chacune par une écaille.
Le calice eſt d'une ſeule pièce & diviſé à ſon limbe en quatre petites parties.
La corolle eſt rouge, monopétale, attachée ſur l'ovaire autour d'un diſque. Son tube eſt long, terminé par un pavillon qui ſe partage en quatre lobes aigus.
Les étamines ſont au nombre de quatre, placées ſur la paroi interne & ſupérieure du tube, au deſſus de ſes diviſions. Leur filet ell très court. L'anthère eſt longue & a deux bourſes.
Le piſtil eſt un ovaire arrondi, qui fait corps avec le calice. Il eſt couronne d'un diſque, du centre duquel ſort un style a deux branches, terminées chacune par un stigmate obtus. Je n'ai pas vu l'ovaire en tnaturite.
Cet arbriſſeau croît dans les grandes forêts d'Orapu.

II étoit en fleur dans le mois de Juin. »
— Fusée-Aublet, 1775.